# Widaehan yusan
Widaehan yusan (위대한 유산?), noto anche con il titolo internazionale The Greatest Expectation, è un film del 2003 diretto da Oh Sang-hun.

## Trama
Mi-young raccoglie da terra una monetina da dieci centesimi, e si rifiuta di restituirla al legittimo proprietario, Chang-sik: da un evento apparentemente innocuo nasce un litigio, tuttavia mentre si trovano a discutere finiscono per essere i testimoni di un terribile incidente. Il giorno dopo leggono un avviso che promette una ricompensa di cinque milioni di won a coloro che avrebbero dato informazioni utili sulla dinamica dei fatti, e involontariamente si reincontrano.

## Distribuzione
In Corea del Sud la pellicola è stata distribuita a livello nazionale dalla CJ Entertainment, a partire dal 24 ottobre 2003.